# St. Louis Film Critics Association
St. Louis Film Critics Association je asociace profesionálních filmových kritiků se základnou v Greater St. Louis. Každoročně předává na ceny St. Louis Film Critics Association Award těm nejlepším filmům z předchozího roku. Organizace byla založena v roce 2004.

## Jednotlivé kategorie
- Nejlepší film (drama, komedie/muzikál)
- Nejlepší režie (drama, komedie/muzikál)
- Nejlepší scénář (adaptovaný, původní)
- Nejlepší mužský výkon v hlavní roli
- Nejlepší ženský výkon v hlavní roli
- Nejlepší mužský výkon ve vedlejší roli
- Nejlepší ženský výkon ve vedlejší roli
- Nejlepší animovaný film
- Nejlepší cizojazyčný film
- Nejlepší dokument
- Nejlepší hudba
- Nejlepší výprava
- Nejlepší kamera
- Nejlepší střih
- Nejlepší scéna
- Nejlepší kostýmy
- Nejlepší skladatel/hudba
- Nejlepší filmová skladba
- Nejlepší vizuální efekty
- Nejoriginálnější film
- Nejvíce přehlížený film

## Rekordy
- 7 cen: 12 let v řetězech
- 6 cen: La La Land
- 5 cen: Umělec
- 4 ceny: Zkrocená hora, Letec, Birdman
- 3 ceny: Bokovka, Juno